# 易勞逸
洛伊德·伊斯曼（英語：Lloyd E. Eastman，1929年4月16日—1993年8月19日），漢名易勞逸，美國的中國歷史學者。

## 生平
易勞逸1929年出生於美國北達科他州新羅克福德。他在讀華盛頓大學時學中文，被徵召參軍韓戰期間繼續學中文，後來被派到日本當《星條旗報》記者。1957年，他受惠於士兵福利法案到哈佛大學師從費正清研究中國歷史。1962年，他開始在康乃狄克學院教書，1966年到俄亥俄州立大學當助理教授，1967年到伊利諾大學-香檳分校教書。因為他對中國研究的傑出貢獻，香檳分校1989年授予他「大學資深學者」的榮譽。
易勞逸出版的第一本書Throne and Mandarins: China's Search for a Policy During the Sino-French Controversy, 1880-1885是關於晚清歷史。此後他開始研究中國近代史，成為研究民國時期的先鋒。1974年出版的The Abortive Revolution: China Under Nationalist Rule, 1927-1937 （《流產的革命》）和1984年出版的Seeds of Destruction: Nationalist China in War and Revolution, 1937-1949(《毀滅的種子》)成為對國民政府進行學術研究的新標準。他提出困難的問題，並作出挑戰性的答案。例如《流產的革命》一書的主題，就是主張國民黨在1927-1928年掌握權力後，很快失去革命動力，而變成以維護權力為重的軍事獨裁。
易勞逸負責編輯蔣中正第二位夫人陳潔如寫的回憶錄 Chiang Kai-shek's Secret Past: The Memoir of His Second Wife, Chʻen Chieh-ju（《陳潔如回憶錄》），並為之作序。該書1993年9月由美國 Westview Press 出版。

## 著作

### 英文著作
- The Abortive Revolution: China Under Nationalist Rule, 1927-1937 (Harvard East Asian Monographs), 1974年
- Seeds of Destruction: Nationalist China in War and Revolution, 1937-1949 , 1984年
- Family, Fields, and Ancestors: Constancy and Change in China's Social and Economic History, 1550-1949, 1988年2月4日
- 易勞逸. . Kenneth Lieberthal  (编). . M.E. Sharpe. 1991年: 123–138  [2014-05-01]. ISBN 978-0-87332-890-6. （原始内容存档于2014-07-05）.

### 中譯本
- . 由王建朗; 王贤知翻译. 中国青年出版社. 1989年. ISBN 978-7-5006-0427-3. OCLC 30994533.  (PDF). 由王建朗; 王贤知; 贾维翻译. 江苏人民出版社. 2010年. ISBN 9787214077806. OCLC 899131885.
- (PDF). 由陈紅民翻译. 中国青年出版社. 1992年. ISBN 978-7-5006-1020-5.
- . 苑杰譯. 重庆出版社. 2019年. ISBN 978-7-229-13421-1.